# Друга група НОП одреда (Словенија)
Друга група НОП одреда (Словенија) формирана је 1. маја 1942. на Кремењеку (Долењска) од три батаљона 1. штајерске бригаде. Непосредно после формирања Друге групе су сачињавали: Савињски НОП одред од два батаљона, један батаљон Похорског НОП одреда и 1. штајерски партизански батаљон. На дан формирања Друга група је имала око 450 бораца, а до 20. јуна њено бројно стање порасло је на око 850 бораца, организованих у шест батаљона. Садејствујући јединицама 3. групе НОП одреда за време офанзиве у Нотрањском, Друга група је до краја маја и у првој половини јуна вршила снажан притисак на италијанске посаде дуж комуникација Гроспуље—Велике Лашче и Гросупље—Требње, рушила железничке пруге и задржала под својим надзором сав северозападни предео Долењског између Гросупља, Великих Лашча, Жужемберка, Требња и немачко-италијанске окупационе границе до Состра. Од 6. до 12.јуна Друга група је код села Муљаве и око изворног дела реке Крке успешно водила борбе са деловима италијанска дивизија Исонцо и Гранатјери ди Сардења. Група је 20. јуна кренула са подручја Стичне у Штајерску (преко Нотрањске и Горењске) са Савињским НОП одредом и са 2. батаљоном Похорског НОП одреда (укупно 541 борац), док је 1. батаљон Похорског НОП одреда привремено задржан у пределу Стичне. Захваћена немачком акцијом Enzian у Полхограјским доломитима и Горењском, Друга група је стигла у Штајерску почетком септембра са свега око 120 бораца. Око 300 бораца вратило се у Долењско где су већином укључени у састав 1. и 2. словеначке ударне бригаде, док је 1. батаљон Похорског НОП одреда ушао у састав Западнодолењског НОП одреда као 2. батаљон. Од заосталих јединица стигла је у децембру, 1942. у Штајерску једино још 3. чета 2. батаљона Похорског НОП одреда са 35 бораца. Око 40 рањеника збринуле су доломитске и горењске партизанске јединице, док су губици у погинулима, заробљенима и несталим у време похода на Штајерску износили око 800 бораца. После доласка на Штајерску Друга група је 11. септембра реорганизована на Добровљама. Од бораца који су пристигли из Долењског и јединица 1. штајерског НОП батаљона формирани су нови Похорски и Козјански НОП батаљон и Савињски НОП одред јачине два батаљона. Бројно стање Друге групе спало је на 260 бораца. Сталном активношћу јединица Друге групе распламсане су борбе у Штајерској. Немци су 7. новембра на Добровљу разбили 1. батаљон Савињског НОП одреда, а 8. јануара 1943. на Осанкарци уништили Похорски батаљон. И поред тешких губитака, Друга група је успешно наставила борбе, јачајући НОП у Штајерској. Средином јануара 1943. Друга група је реорганизована у 4. оперативну зону Словеније. Дала је 31 народног хероја.